# Comitato statale per la pianificazione (Corea del Nord)
Il Comitato statale per la pianificazione (국가계획위원회?, GukgagyehoegwiwonhoeLR, KukkagyehoegwiwŏnhoeMR) è l'organo responsabile della pianificazione economica della Corea del Nord. Subordinato al Gabinetto di Stato, il suo scopo è quello di redigere i piani economici popolari seguendo metodi scientifici e puntando ad aumentare lo sviluppo economico del Paese.

## Storia

### Periodo di costruzione pacifica
Durante quello che il governo nordcoreano ha definito come il "periodo di costruzione pacifica" prima della guerra di Corea, l'obiettivo principale era quello di superare il livello di produzione ed efficienza raggiunta verso la fine dell'occupazione giapponese, ristrutturare e sviluppare un'economia sostenibile riorientata verso i paesi del blocco comunista e iniziare il processo di socializzazione dell'economia. La nazionalizzazione delle principali imprese industriali e la riforma agraria, entrambe condotte nel 1946, posero le basi per due piani annuali successivi nel 1947 e 1948, e per il piano biennale del 1949-1950.
Il Comitato statale per la pianificazione fu istituito il 9 settembre 1948, due anni dopo l'indipendenza della Corea del Nord, e il suo primo presidente fu Jung Joon-taek.
L'obiettivo principale del "Piano triennale della ricostruzione postbellica del 1954-1956", era quello di ricostruire un'economia dilaniata dalla guerra di Corea e nel piano veniva sottolineato il recupero dei livelli prebellici. Fu data maggiore priorità allo sviluppo dell'industria pesante, ma venne avviata anche la collettivizzazione dell'agricoltura. Alla fine del 1957, la produzione della maggior parte dei prodotti industriali era tornata ai livelli del 1949, ad eccezione di alcuni elementi come fertilizzanti chimici, carburi e acido solforico, il cui recupero richiese più tempo.

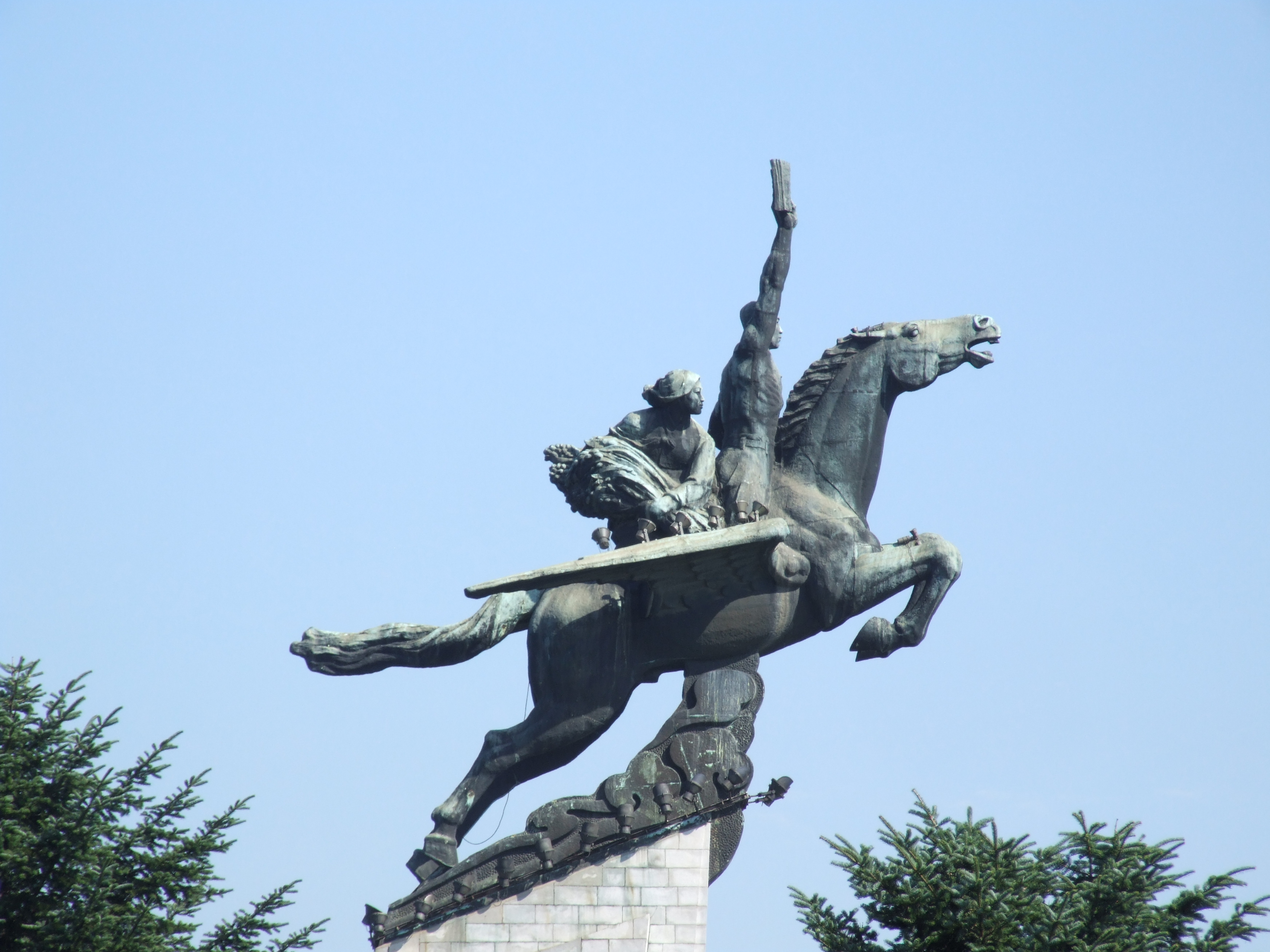
La statua del Chollima a Pyongyang.

Dopo aver completato la ricostruzione con il piano quinquennale del 1957-1960, lo Stato decise di porre le solide fondamenta per l'industrializzazione: nel 1958 ultimò la socializzazione e fu introdotto il Movimento Ch'ŏllima. Nonostante gli alti tassi di crescita, vi erano gravi squilibri tra i diversi settori economici a causa degli sforzi frenetici per raggiungere gli obiettivi del piano e la concorrenza tra le imprese e industrie provocarono una crescita sproporzionata.
Dopo aver annunciato il raggiungimento in anticipo degli obiettivi del piano quinquennale nel 1959, la Corea del Nord designò ufficialmente il 1960 come un "anno di stabilizzazione" per ripristinare gli equilibri tra i vari settori prima dell'entrata in vigore del piano successivo nel 1961.

### Primo piano settennale
Il primo piano settennale (inizialmente 1961-1967) fu formulato sulla base dei precedenti ma si focalizzò su un altro settore industriale. L'industria pesante, con il fulcro sulla produzione delle macchine utensili, continuò a ricevere la priorità ma durante il piano settennale l'economia subì per la prima volta dei rallentamenti e delle perdite diffuse, in netto contrasto con la rapida crescita ininterrotta dei piani precedenti. Le prestazioni deludenti costrinsero i pianificatori ad estendere il piano per altri tre anni, fino al 1970.
Nel 1964 e nel 1965, Kim Il-sung introdusse la pianificazione unificata e la pianificazione dettagliata. In ogni provincia furono creati due comitati regionali di pianificazione, subordinati al Comitato statale della pianificazione, per supervisionare l'esecuzione dei piani. Per città, contee e imprese furono istituiti dipartimenti nazionali per la pianificazione. Inoltre, furono assegnati alla Comitato statale di pianificazione tutti i dipartimenti e i comitati competenti subordinati al Consiglio di amministrazione dello Stato e tutte le unità di pianificazione a livello centrale e locale.
Durante l'ultimo periodo del piano, fu favorito lo sviluppo parallelo dell'economia e delle capacità di difesa, ma alla fine la necessità di dirottare le risorse per la difesa divenne la spiegazione ufficiale del fallimento del piano.

### Piano sessennale
In seguito alle prestazioni negative del periodo precedente, gli obiettivi di crescita del nuovo piano sessennale del 1971-1976 furono sostanzialmente ridotti. Il piano non si discostò molto dal suo predecessore, ma fu enfatizzato il progresso tecnologico, l'autosufficienza nelle materie prime industriali, il miglioramento della qualità dei prodotti, la correzione degli squilibri tra i diversi settori e lo sviluppo delle industrie energetiche e estrattive; quest'ultimo venne ritenuto in gran parte responsabile dei rallentamenti durante il primo piano settennale. Era previsto il raggiungimento di un tasso di autosufficienza del 60-70% in tutti i settori industriali, sostituendo ove possibile le materie prime importate con quelle nazionali e rinnovando i processi tecnici per rendere fattibile tale sostituzione. Il miglioramento dei trasporti venne considerato una delle priorità assolute per accelerare lo sviluppo economico, dato che rappresentava uno dei principali ostacoli che avrebbe minacciato la riuscita del piano sessennale.
La Corea del Nord affermò di aver raggiunto gli obiettivi del piano sessennale entro la fine di agosto 1975, un anno e quattro mesi in anticipo, e Il governo prevedette l'inizio senza ritardi del piano successivo nel 1976. Tuttavia, passarono quasi due anni e quattro mesi prima della presentazione del nuovo piano, poiché il 1976 e il 1977 divennero "anni di stabilizzazione".

### Secondo piano settennale
Lo scopo principale del secondo piano settennale (1978-1984) fu quello di raggiungere i tre obiettivi dell'autosufficienza, della modernizzazione e della "scientificazione". Tramite la modernizzazione, la Corea del Nord sperò di poter aumentare la meccanizzazione e l'automazione in tutti i settori dell'economia, e tramite la "scientificazione" avrebbe introdotto nuove tecniche di produzione e gestione. Gli obiettivi specifici del piano economico consistevano nel rafforzare le basi della produzione del combustibile, dell'energia e delle risorse tramite lo sviluppo prioritario delle industrie energetiche ed estrattive, nella modernizzare dell'industria, nella sostituzione di determinate materie prime importate con le risorse nazionali, nell'espansione della capacità di trasporto delle merci nei sistemi ferroviari, stradali e marittimi; nella centralizzazione e containerizzazione del sistema di trasporto e infine nel velocizzare una rivoluzione tecnica dell'agricoltura.
Al fine di soddisfare la domanda di forza lavoro e le esigenze tecnologiche, la qualità del sistema comprensivo di istruzione obbligatoria di undici anni doveva essere migliorata per formare più tecnici oltre che per approfondire la formazione di specialisti, in particolare nei settori del carburante, della meccanica, dell'elettronica e dell'automazione.
Anche il completamento dei progetti di "rifacimento della natura" faceva parte del secondo piano settennale. Questi progetti facevano riferimento al programma in cinque punti per la trasformazione della natura presentato da Kim Il-sung nel 1976: il completamento dell'irrigazione dei campi non adibiti alle risaie, la bonifica di 1 000 km2 di nuovi terreni, la realizzazione da 1 500 a 2 000 km2 di campi terrazzati, lo svolgimento di lavori di imboschimento e di conservazione delle acque e la bonifica delle piane di marea. Venne affermato ufficialmente che durante il piano l'economia era cresciuta a un tasso annuo dell'8,8%, leggermente più basso della percentuale prevista del 9,6%.
Durante il piano, venne raggiunta la quota prevista di produzione annua di 10 milioni di tonnellate di cereali (e legumi). Tuttavia, il governo ammise che gli obiettivi di sole altre cinque tipologie di merci erano stati soddisfatti. In base ai tassi di crescita dichiarati per circa dodici prodotti industriali, è altamente improbabile che la produzione industriale totale sia aumenta a un tasso medio del 12,2% come affermato. Dopo la conclusione del piano, non fu annunciato un nuovo piano economico in due anni, sintomatico del fallimento del piano e della gravità dei problemi economici e di pianificazione che l'economia ha dovuto affrontare a metà degli anni ottanta.

### Terzo piano settennale
I principali obiettivi del terzo piano settennale (1987-1993) erano i "Dieci obiettivi maggiori ad ampio raggio degli anni ottanta per la costruzione dell'economia socialista", inizialmente concepiti nel 1980 per il 1990. La politica dell'autosufficienza, della modernizzazione e della scientificazione furono ripresi nuovamente. Il tasso di crescita economica annuale fu fissato al 7,9% annuo, inferiore a quello del piano precedente. Furono effettuati cambiamenti in specifici obiettivi quantitativi: l'obiettivo di output annuale dell'acciaio fu ridotto da 15 a 10 milioni di tonnellate, mentre gli obiettivi di output del cemento e dei metalli non ferrosi (tra i materiali più esportati) furono aumentati. Il terzo piano settennale diede molta importanza anche allo sviluppo del commercio estero e alle joint ventures. Nel 1989 fu introdotto il piano triennale per l'industria leggera all'interno del piano settennale per migliorare gli standard di vita soddisfacendo i bisogni dei consumatori.
Verso la fine del 1991, due anni prima del termine del piano, non furono resi pubblici gli obiettivi quantitativi, probabile segno dell'insuccesso del piano. Nel 1993, il primo ministro nordcoreano Kang Song-san affermò che, a causa del crollo del blocco e del mercato socialisti tra il 1989 e il 1991, fu difficile raggiungere gli obiettivi del piano settennale. Dopo il 1993 non furono promulgati nuovi piani.

### Periodo della carestia
I due o tre anni successivi al 1993 furono designati come un periodo di recupero per elaborare una nuova strategia economica, rivelatasi tuttavia inefficace. Nel 1994 il paese fu colpito da una grave carestia dovuta a fattori naturali e antropici che portò a una forte contrazione dell'economia e mise in crisi le fondamenta del sistema economico pianificato. Il Comitato di pianificazione statale non riuscì più a redigere piani e bilanci perché i sistemi di approvvigionamento delle risorse erano diventati inaffidabili e fu perso il controllo delle aziende. L'economia venne di conseguenza decentralizzata, in particolare per la fornitura alimentare, e sorse una rete di mercati neri in tutto il Paese.
Una volta salito al potere, Kim Jong-il riformò drasticamente la politica decisionale e prese il controllo diretto degli organi più importanti del Paese. Il Comitato di pianificazione perse quindi la propria importanza e le sue funzioni furono ridotte drasticamente.

### Riforme
Il 1 luglio 2002, il Gabinetto della Corea del Nord decise di avviare un processo di riforma dell'economia nazionale che portò alla decentralizzazione parziale della gestione economica e all'introduzione parziale dei meccanismi di mercato, delegando gran parte del potere decisionale a rappresentanti locali e ai responsabili delle aziende e fattorie statali. La riforma ridusse ulteriormente il potere del Comitato statale di pianificazione, limitandolo nell'ottobre 2002 a realizzare i principali indici economici d'importanza strategica.

### Piani quinquennali
Tra il 2005 e il 2007, l'economia di mercato iniziò ad avere restrizioni e il controllo da parte del Partito del Lavoro di Corea aumentò. Nel 2010, la pianificazione centrale fu rinforzata.
Nel 2016, il Comitato statale di pianificazione ritornò ad avere un ruolo chiave nell'economia nordcoreana con l'annuncio del primo piano quinquennale (ufficialmente noto come "Strategia quinquennale per lo sviluppo economico nazionale") da parte del VII Congresso del Partito del Lavoro di Corea. Gli obiettivi del piano riguardavano il rinvigorimento dell'economia nazionale nordcoreana, la garanzia di un bilancio tra i settori economici, il miglioramento degli standard di vita della popolazione favorendo l'industria alimentare e leggera nonché l'aumento della produzione energetica.
Dopo aver constatato il parziale insuccesso del piano 2016-2020 e le difficoltà incontrate nella sua realizzazione, l'VIII Congresso del Partito del Lavoro di Corea del 2021 ha varato un nuovo piano quinquennale.

## Funzioni
Il Comitato esegue le politiche economiche del Partito del Lavoro di Corea e dello Stato, e il ministero dell'Economia è responsabile dell’attuazione dei progetti di pianificazione nazionale. Non è autorizzato a redigere e controllare i piani riguardanti il settore militare o della pubblica sicurezza, di responsabilità del 2º Comitato economico (per l'economia militare), del Ministero delle forze armate popolari, il Ministero della sicurezza popolare, il Ministero della sicurezza nazionale e altri.
Il Comitato statale di pianificazione coordina inoltre i comitati stabiliti in ciascuna suddivisione amministrativa e i dipartimenti di pianificazione di tutte le istituzioni e imprese della Corea del Nord, che inviano i dati e gli indicatori al comitato statale.

## Pianificazione economica statale
Sebbene gli obiettivi generali di politica economica vengano decisi dal Comitato centrale del Partito del Lavoro di Corea (CC), spetta al Comitato di pianificazione statale tradurre gli obiettivi generali in specifici piani di sviluppo annuali e a lungo termine e in obiettivi quantitativi per l'economia nel suo insieme, così come per ogni settore industriale e impresa. In Corea del Nord, il processo di pianificazione è gestito secondo due modelli:
- Pianificazione unificata (일원화?, ilwonhwaLR, ilwŏnhwaMR), che garantisce l'uniformità nella pianificazione sotto la direzione coordinata dello Stato. Tutti gli organi e le sezioni interessati realizzano un sistema di pianificazione uniforme e sono guidati dal Comitato statale della pianificazione.[4][18] I comitati di pianificazione locali coordinano il loro lavoro con gli uffici di pianificazione delle organizzazioni governative relative all'economia nelle corrispondenti aree regionali e locali.[3] Il sistema cerca di consentire al personale della pianificazione regionale di coordinarsi al meglio con gli istituti economici nelle loro aree, che sono direttamente responsabili nella pianificazione, oltre a comunicare direttamente con il personale del Comitato centrale.[3]
- Pianificazione dettagliata (새분화?, saebunhwaLR), riguardante la realizzazione di un piano elaborato e specifico per far combaciare tutti i settori e unità dell'economia nazionale nel minimo dettaglio,[50][51] basandosi sulla valutazione concreta delle risorse, del lavoro, dei fondi, delle capacità degli impianti e di altre informazioni necessarie.[52] È ritenuto un metodo scientifico per combinare strettamente lo sviluppo globale dell'economia con le attività di gestione di tutte le fabbriche e delle imprese statali, e per realizzare piani elaborati in grado di soddisfare le condizioni reali di settori, regioni e imprese.[50] La pianificazione dettagliata mira inoltre all'eliminazione dei fattori di squilibrio e spontaneità nello sviluppo economico.[50]

Gli organi di pianificazione statale, supervisione e controllo sono attivi nella guida e nell'intero processo di pianificazione, dalla formulazione all'implementazione.

### Processo
Prima del vero e proprio processo, lo Stato stabilisce una politica statale sulla quale devono basarsi tutti gli organi pianificatori, aziende e gruppi.
Le istituzioni statali di pianificazione, aziende e organizzazioni devono preparare i "materiali fondamentali" (nel 1994, "informazioni basilari"), ovvero dati e statistiche riguardanti il lavoro, gli standard d'utilizzo delle strutture, delle risorse e dei fondi, la contabilità, gli andamenti dello sviluppo tecnico-scientifico, lo stato delle risorse naturali capaci di creare ricchezza e la popolazione. Gli organi statali della pianificazione devono dividere gli indicatori del piano economico tra le istituzioni, aziende e organizzazioni. Allo Stato vengono assegnati gli indicatori centrali per la loro importanza strategica.
Nel piano non possono esserci disgiunzioni tra aziende, risorse e fondi, né indicatori privi di deliberazione scientifica e tecnica o di un documento di progettazione ratificato.
Gli organi pianificatori, organizzazioni, aziende e gruppi calcolano i fattori per lo sviluppo economico (come il rinnovo o l'espansione di assets produttivi fissi, lo sviluppo delle risorse naturali o il progresso tecnico-scientifico) e creano un piano di previsione.

#### Creazione del piano
Dopo questi passaggi preliminari, inizia il vero e proprio processo di realizzazione del piano economico statale:
1. Aziende, organizzazioni e gruppi economici raccolgono e compilano i dati statistici preliminari e i numeri di riserva,[61] che verranno utilizzati come dati di base per la pianificazione delle capacità produttive dei settori economici, sono preparate da unità economiche di livello inferiore e aggregate. Contemporaneamente, i comitati di pianificazione regionale, locale e aziendale preparano i propri dati da inoltrare al Comitato centrale. Attraverso questo sistema a due canali di preparazione simultanea, separata e indipendente dei dati statistici da parte delle unità economiche e dei comitati di pianificazione, il governo cerca di garantire una base di dati accurata, obiettiva e realistica, priva di influenze locali e burocratiche.[60] Le organizzazioni, imprese e gruppi calcolano la possibilità di crescita economica, raccolgono le figure target e i numeri di riserva.[61]
2. I dati vengono aggregati a livello nazionale dai rispettivi dipartimenti e comitati, e le istituzioni di pianificazione statale devono revisionare i numeri di riserva e sommare i numeri controllati secondo la direzione dello sviluppo economico nazionale per ricevere la ratifica delle autorità interessate.[62] Le cifre, elaborate in conformità con gli obiettivi della politica statale, vengono poi sottoposte al giudizio degli organi di governo e del Comitato centrale e rinviate alle organizzazioni inferiori per ulteriori discussioni.[60][62]
3. Istituzioni, aziende e organizzazioni realizzano insieme una bozza del piano economico nazionale da sottoporre ai livelli superiori e allo Stato, interconnettendo le richieste e le fonti degli indicatori divisi per istituzioni, aziende e organizzazioni.[63] Le istituzioni statali di pianificazione revisionano ed elaborano la bozza del piano, risultante dal coordinamento di tutte le bozze presentate dalle unità economiche di livello inferiore, che a loro volta hanno realizzato le loro bozze in base alle cifre di controllo trasmesse dallo Stato.[60][63] Se vengono proposti nuovi indicatori economici, corredati da  questi devono essere concordati e registrati con le istituzioni statali.[64]
4. La bozza del piano viene presentata dal Comitato statale per la pianificazione al Gabinetto dello Stato e in seguito all'Assemblea popolare suprema riunita in sessione per l'approvazione finale.[65] Se l'Assemblea popolare suprema non è in sessione per circostanze inevitabili, il piano e gli eventuali emendamenti sono deliberati e approvati dal suo Presidium.[66] La bozza diventa quindi definitiva, divisa per anno e competenze ed inviata a tutte le unità economiche e ai comitati di pianificazione regionale e locale per la registrazione del piano.[60][67] Il piano acquista forza di legge e deve essere registrato da istituzioni, aziende e organizzazioni per poter ricevere i fondi e le risorse.[68]

#### Implementazione
Ogni organizzazione, azienda e gruppo deve precisamente implementare i piani economici e rispettare le quote di produzione nonché gli indicatori stabiliti. Le autorità competenti dividono il piano in maniera mensile e lo trasmettono ai soggetti interessati. Inoltre, le aziende devono stabilire contratti inerenti al piano assegnato e i lavoratori devono essere sempre informati del piano e sul modo di eseguirlo.
Gli organi amministrativi, di approvvigionamento di risorse materiali, finanziare e bancarie devono garantire le strutture, i materiali e i fondi necessari per realizzare i piani economici e la fornitura avviene in base al tipo di piano e contratto.
Il Gabinetto e le autorità stabiliscono un sistema per la guida della produzione, colgono la situazione relativa all'attuazione dei piani e adottano eventuali contromisure. Le organizzazioni, aziende e gruppi informano quotidianamente gli organi superiori e di pianificazione statale riguardo all'implementazione dei loro piani.
I prodotti destinati all'esportazione vengono realizzati e forniti entro i primi dieci giorni di un mese. Non è permessa la produzione di beni non menzionati nei piani economici, tranne in casi eccezionali e con l'approvazione degli organi superiori.

### Controllo, guida e reati
Il resoconto della situazione riguardante l'implementazione dei piani viene redatto ogni mese, trimestre, semestre e anno. Organizzazioni, imprese e gruppi riassumono preliminarmente l'attuazione dei loro piani, adottano le contromisure necessarie, preparano un riepilogo completo dell'attuazione dei piani economici popolari subito dopo la conclusione del periodo del piano e lo trasmettono agli organi di pianificazione dello Stato. I lavoratori devono essere costantemente informati riguardo all'implementazione dei piani, che deve essere annunciata pubblicamente.
Nel caso in cui vengano prodotti beni al di fuori dell'ambito di un piano, impiegando manodopera, strutture, materiali e fondi garantiti dal piano economico, la produzione di tali beni è sospesa e non è valutata tra i risultati del piano. Se la manodopera, le strutture, i materiali e fondi vengono sottratti e utilizzati in modo improprio, gli organizzatori interessati devono compensare le perdite in base alla gravità dell'illecito. Se l'atto corrisponde a un reato, i responsabili vengono sottoposti a giudizio penale.